# شيفروليه كورفيت سي5

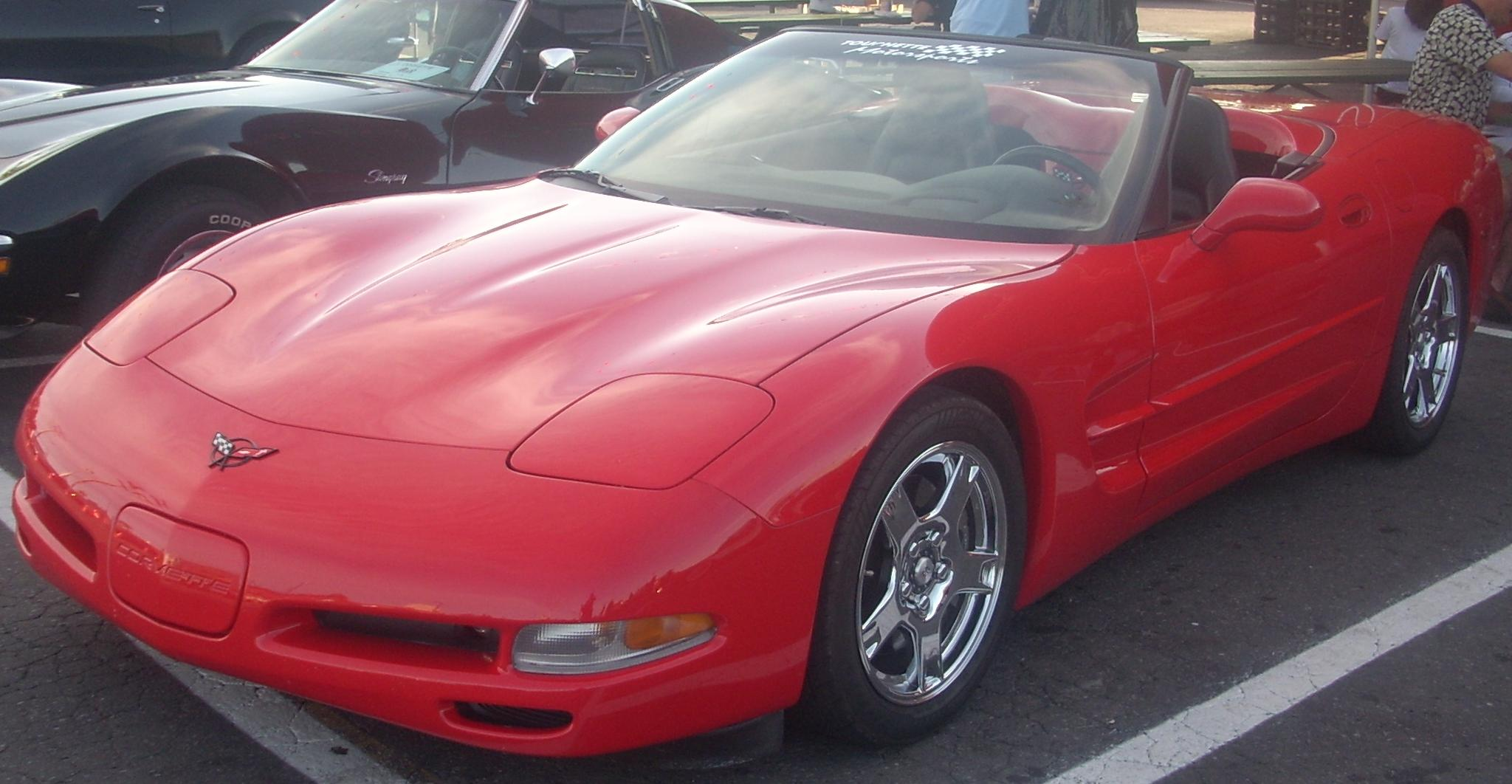
سيارة شيفورليه كورفيت سي5، صنعت عام 1957م.

شيفورليه كورفيت سي5 (بالإنجليزية: Chevrolet Corvette C5)‏ ، هي نوع السيارة الرياضية التي أنتجها الجيل الخامس، بدأت ظهورها عام 1996م، وأنتهت عام 2004م، وهي من إنتاج جنرال موتورز.

## وصلات خارجية
- 1997-2004 شيفروليه Corvette: Overview
- شيفروليه كورفيت at the Open Directory Project